# Kinder dieser Welt
"Kinder dieser Welt" (tradução portuguesa: "Crianças deste mundo") foi a canção austríaca no Festival Eurovisão da Canção 1985,  interpretada em alemão por Gary Lux. A canção tinha letra de Michael Kunze, música de Mick Jackson, Geoff Bastow e foi orquestrada por Richard Österreicher.
A canção foi a 17.ªa a ser interpretada na noite do evento, a seguir à canção sueca "Bra vibrationer", interpretada por Kikki Danielsson e antes da canção que representou o Luxemburgo ""Children, Kinder, Enfants", interpretada por Margo, Franck Oliver, Diane Solomon, Ireen Sheer, Malcolm e Chris Roberts with "Children, Kinder, Enfants"). A canção austríaca terminou em 8.º lugar (entre 19 países participantes), tendo recebido 60 pontos.
A canção é uma balada sobre a inocência e o poder das crianças.